# Hayate Х Blade
Hayate Х Blade (яп. はやて×ブレード  хаятэ X бурэдо) — японская манга, написанная и проиллюстрированная художницей Сидзуру Хаясией, относящаяся к жанру сёдзё-ай. Основной темой истории являются поединки на мечах между ученицами женской школы. Первоначально манга выпускалась японской компанией ASCII Media Works в сёнэн-журнале Dengeki Daioh. Затем изданием манги занялась корпорация Shueisha (в журнале Ultra Jump). Состоит из двух частей. Первая часть выпускалась с 21 ноября 2003 года по 19 июля 2013 года и была издана в 18 танкобонов. Вторая часть начала выходить с 19 августа 2013 и по наши дни.
Выпуском манги на английском языке с октября 2008 года занялась компания Seven Seas Entertainment. Усилиями компании Frontier Works при содействии Geneon в Японии были выпущены 3 аудиопьесы, основанные на манге.

## Сюжет
Академия Тэнти — престижная женская школа, где помимо обычных занятий проходит обучение искусству владения мечом. Ученицы, оттачивая свои боевые навыки, участвуют в дуэлях между собой. Также в школе действует система Дуэль за звёзды (яп. 星奪り хоситори), по которой ученицы объединяются в пары и сражаются с соперниками, чтобы получить повышение в ранге и звёзды. Всего в системе «Хоситори» присутствует 174 пары (348 человек). Администратор школы, которая также является и президентом школьного совета, вручает деньги тем ученицам, у кого набралось больше звёзд, говоря: «любое желание исполнится, если ты получишь достаточно звёзд».
Наги Куроганэ должна была поступить учиться в Академию Тэнти, однако из-за болезни она не смогла этого сделать. Поэтому Хаятэ, её сестра-близнец, выдаёт себя за Наги и заменяет её в Академии. Хаятэ поначалу хочет быть как можно более похожей на Наги и поэтому не проявляет особого интереса к поединкам. Однако узнав, что Наги задолжала 8 миллионов иен, у от неё требуют немедленно вернуть долг, Хаятэ всё же решается на участие в дуэлях. За победу в схватке участник получает 50 000 иен, а за повышение в ранге — 1 000 000 иен.
Так как у каждого участника должен быть партнёр, Хаятэ просит Аяну Мудо стать её партнёром. Аяна, будучи талантливой фехтовальщицей, не принимает участия в поединках по личным причинам. Поначалу она считает, что Хаятэ её раздражает, но позднее, желая встретиться с бывшим партнёром, которому она когда-то нанесла травму, всё же принимает Хаятэ как партнёра.

## Персонажи
- Хаятэ Куроганэ (яп. 黒鉄 はやて Куроганэ Хаятэ) — главная героиня истории. Посещает Академию Тэнти вместо своей сестры-близняшки. Девушка с хорошими манерами, но одновременно с тем упряма и неуклюжа.
- Наги Куроганэ (яп. 黒鉄 ナギ Куроганэ Наги) — сестра Хаятэ. Из-за болезни не может посещать Академию и потому просит Хаятэ заменить её.
- Аяна Мудо (яп. 無道 綾那 Мудо Аяна) — одна из лучших учениц Академии, которая в самом начале истории принимает решение никогда не сражаться. Хаятэ просит её стать партнёром.
- Хицуги Амати (яп. 天地 ひつぎ Амати Хицуги) — президент школьного совета, руководитель факультета и администратор. Яро поддерживает школьную традицию борьбы на мечах и сильно огорчена нежеланием Аяны участвовать в дуэлях.
- Сидзуку Миямото (яп. 宮本 静久 Миямото Сидзуку) — партнёр Хицуги. Она отвечает за подачу сигнала к началу и концу поединка. Постоянно находится рядом с Хицуги и отходит от неё, только когда нужно подать сигнал. Она невероятно быстра, что заставляет Хицуги сомневаться, кто же быстрее — она или Хаятэ.
- Момока Киби (яп. 吉備 桃香 Киби Момока) — соседка Хаятэ по комнате. Энергичная девушка. Поначалу у неё нет партнёра, и поэтому она прячется во время проведения боёв. Она обычно рассказывает Хаятэ о системе, действующей в Академии. Впоследствии она объединяется с Исудзу.
- Исудзу Инугами (яп. 犬神 五十鈴 Инугами Исудзу) — вызывающая страх девушка, которая впервые появляется во втором томе манги и «охотится» на Момоку. Став партнёром Момоки, Исудзу начинает носить макияж, чтобы та её не боялась. Проявляет интерес к оккультизму.
- Дзюн Куга (яп. 久我 順 Куга Дзюн) — соседка Аяны по комнате. Игривая девушка, обожающая дразнить Аяну, хотя Аяна может её за это даже побить. Питает глубокий интерес к своей сводной сестре Юхо Сидзуме.
- Акира Микадо (яп. 神門 玲 Микадо Акира) — хладнокровная и активная девушка, партнёр Сай Инори. Она имеет собственные идеи относительно системы «Хоситори» и желает собственноручно победить Хицуги Амати. Не любит, когда люди подходят к ней слишком близко, и поначалу кажется бесчувственной (так о ней говорит Сай), однако позднее оказывается, что это не так. Она всегда заботится об остальных, но никому этого не показывает и постоянно это отрицает. В Академии она так же влиятельна, как и президент школьного совета Хицуги. Хаятэ относится к ней, как к наставнику.
- Сай Инори (яп. 祈 紗枝 Инори Сай) — тихая и спокойная девушка. Она очень опытна и быстра, и её часто сравнивают с Сидзуку. Она партнёр Акиры. Они почти всегда вместе, хотя Сай нравится дразнить Акиру. Поддерживает Акиру в её стремлении уничтожить Хицуги.

## Система «Хоситори»

### Основные правила и установки
Сигналом к началу поединка является звон колокола, удар в который происходит каждые три минуты. Поединок прекращается с пятым сигналом, таким образом каждый поединок занимает 15 минут. Участвующим дозволяется сражаться в командах и действовать сообща. Если участники объединяются в команды в одном поединке, то для победы они должны победить всех соперников или, если им не удастся это сделать, набрать большее суммарное количество очков, чем то, что набрали все их противники.
Участники первоначально объединяются в пары. Каждый партнёр использует один меч (исключением является Дзюн Куга, которая, как показано в третьем томе манги, сражается двумя мечами). Партнёрам присваиваются статусы неба (яп. 天 тэн) и земли (яп. 地 ти). И хотя между этими статусами нет существенной разницы, предполагается, что небо занимает наступательную позицию, а земля — оборонительную. Небо носит свою звезду на левом плече, а земля свою звезду (которая именуется звездой тени (яп. 影星 кагебоси)) прячет. Если звезда земли будет поражена, участница выбывает из схватки. Поражение звезды неба является единственным способом победить соперника. При этом действует правило, по которому участник может поразить звезду только равного по статусу оппонента, в противном случае удар не засчитывается. Победители получают награду в 50 000 иен и в последующих поединках могут рассчитывать на её повышение.
В особых случаях, к которым относятся, например, спортивные фестивали, команды в случае победы получают вдвое больше очков, чем обычно. Эти дни называются W Up (яп. ダブルアップデー). Если ученица лишается всех звёзд, она также теряет и статус участницы боёв. Несмотря на это, её позволено бросить кому-либо вызов ещё один раз. Эта процедура называется реванш (яп. リベンジ рибэндзи), и такой участник не получает финансовой награды, даже если победит. Использование любого другого оружия, кроме меча, запрещено. Участники, имеющие ранг A, могут совершенствовать своё оружие. Нарушение правил может грозить вычетом очков у команды одновременно с суровым наказанием, как например заключение под стражу. К таким нарушениям в частности относятся обнажение меча без причины и использование модифицированного оружия без соответствующего статуса.

### Ранги
Низшим рангом является ранг D, затем по возрастанию идут C, B, A, затем ранг «Special A». Самым высоким является ранг S. Повышение в ранге приносит команде 1 000 000 иен. Ученицам младше ранга A запрещено нахождение на особых, мало кому известных, территориях школы, которые ограждены стенами и находятся под охраной. Ученицы ранга S входят в школьный совет. Члены совета носят форму, кардинально отличающуюся от формы других учеников, и выполняют определённые обязательства, как например планирование мероприятий. Поединки за право стать президентом школьного совета проводятся по более строгим правилам. В них могут участвовать только члены совета, а проигравшеё стороне даётся выбор — принять множество других вызовов или расстаться со статусом фехтовальщика.

### Сёстры по оружию
Ученицы, составляющие одну пару, в школе именуются сёстрами по оружию (яп. 刃友 синю) (в Японии похожим по звучанию термином синю (яп. 親友) обозначаются близкие друзья). Чтобы стать сёстрами по оружию, две ученицы перед администрацией школы заключают договор и обмениваются кольцами, которые прикрепляются на рукоятку меча (заключение такого союза напоминает свадьбу).
В случае расторжения договора между сёстрами количество звёзд, которое они вместе набрали, делится между ними поровну. С другой стороны, если договор заключён между ученицами имеющими разное количество звёзд, то это влияет на их ранг. Если ученица низкого ранга объединяется с ученицей более высокого ранга, она одновременно увеличивает количество своих очков.

## Медиа-издания

### Манга
Манга Hayate X Blade была написана и проиллюстрирована мангакой по имени Сидзуру Хаясия. Выпуск манги начался 21 ноября 2003 года в журнале Dengeki Daioh и продолжался до 21 мая 2008 года, после чего 19 августа 2008 года манга начала выпускаться на страницах журнала Ultra Jump. Причина такой перемены не была чётко обозначена издательством. Восемь томов были выпущены в Японии издательством ASCII Media Works в их печатном издании Dengeki Comics, в то время как компания Shueisha переиздала все эти тома в своём издании Young Jump Comics, изменив стиль обложки и добавив новые описания персонажей. Девятый том, опубликованный только компанией Shueisha, вышел 19 декабря 2008 года. Компания Seven Seas Entertainment лицензировала мангу для издания на английском языке и выпустила первый том 28 октября 2008 года. Второй том был выпущен в феврале 2009 года, третий том — в мае, а четвёртый — в июле.

#### Список глав манги второй части
| № | Японский язык   | Японский язык          | Английский язык | Английский язык |
| № | Дата публикации | ISBN                   | Дата публикации | ISBN            |
| - | --------------- | ---------------------- | --------------- | --------------- |
| 1 | 20 августа 2014 | ISBN 978-4-08-879798-4 | —               | ISBN —          |

### Аудиопьесы
Три диска Drama CD были выпущены компанией Frontier Works при поддержке Geneon в период между 24 марта 2006 года и 21 мая 2008 года. Каждый CD-диск включал в себя бонусную звуковую дорожку, содержащую голоса сэйю, которые будто бы озвучивают персонажей.